# Knower
Knower (ook gestileerd als KNOWER) is een Amerikaans indie muzikaal duo. Het duo bestaat uit Genevieve Artadi en Louis Cole. Tijdens live-uitvoeringen worden ze ondersteund door andere muzikanten en brengen ze hun muziek op een toegankelijkere wijze. Zowel Artadi als Cole hebben jazz gestudeerd. Knower brengt hun muziek voornamelijk uit via YouTube.
In 2017 was Knower het voorprogramma van de Red Hot Chili Peppers. Een jaar later toerde het duo door Europa, waarbij ze het North Sea Jazz Festival aandeden, Azië en de Verenigde Staten. In 2019 toerden Artadi en Cole door Zuid-Afrika en Zuid-Amerika.